# Clidemia dentata
Clidemia dentata är en tvåhjärtbladig växtart som beskrevs av David Don. Clidemia dentata ingår i släktet Clidemia och familjen Melastomataceae.
Artens utbredningsområde är Peru. Inga underarter finns listade i Catalogue of Life.